# Łabędnik

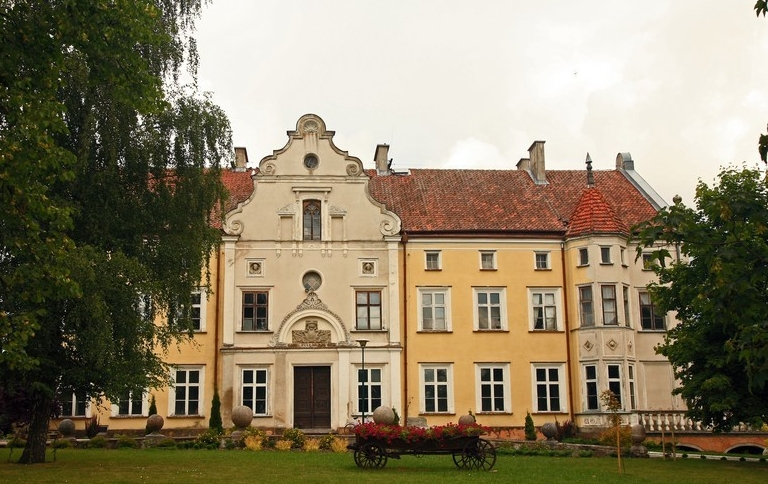
Nhà ở

Łabędnik [waˈbɛndɲik] (tiếng Đức: Gross Schwansfeld) là một ngôi làng thuộc khu hành chính của Gmina Bartoszyce, thuộc huyện Bartoszycki, Warmińsko-Mazurskie, ở phía bắc Ba Lan, gần biên giới với tỉnh Kaliningrad của Nga. Nó nằm khoảng 14 kilômét (9 mi) về phía đông nam của Bartoszyce và 55 km (34 mi) về phía đông bắc của thủ đô khu vực Olsztyn.
Trước năm 1945, khu vực này là một phần của Đức (Đông Phổ).
Ngôi làng có dân số 470.
- Friedrich von der Groeben (1645-1712), tướng trong Chiến tranh Thổ Nhĩ Kỳ